# Bergetiger
El Bergetiger es uno de los vehículos de los cuales se ha tenido muy poca información, este vehículo se creó con la finalidad de brindar apoyo para equipos de demolición y también como vehículo de soporte para sustituir motores de otros carros averiados durante la Segunda Guerra Mundial.

## Características
Se caracteriza porque el cañón principal se ha retirado, siendo reemplazado por una grúa para tareas de mantenimiento de vehículos militares o sino para propósitos específicos que requería el ejército alemán durante la Segunda Guerra Mundial. Su principal función era situar cargas de demolición y retirarse para hacerlas detonar. La grúa tenía esta finalidad, y no ser usada como vehículo de recuperación (como se pensó inicialmente al ver el primer vehículo capturado). Claramente se aprecia que no tenía una capacidad de elevación suficiente para actuar como vehículo de reparación. Hubiera sido imposible elevar algo más pesado que un motor de Tiger. 

## Datos técnicos
Su longitud era de 8,45 metros, tenía una anchura de 3,7 metros, su peso rondaba las 56 t, además, tenía una velocidad máxima de 45 km/h con una autonomía de 195 km, generalmente el armamento que llevaba eran dos ametralladoras de 7.92 mm.